# Antistathmoptera rectangulata
Antistathmoptera rectangulata är en fjärilsart som beskrevs av Elliot C.G. Pinhey 1968. Antistathmoptera rectangulata ingår i släktet Antistathmoptera och familjen påfågelsspinnare. Inga underarter finns listade i Catalogue of Life.